# EP 5
EP 5 è il quinto EP della cantante statunitense Qveen Herby, pubblicato l'8 febbraio 2019 dalla Checkbook. Dall'album è stato estratto un singolo, BDE.

## Tracce
1. My Man – 2:50
2. BDE – 2:50
3. Brunette Ambition – 2:50
4. 310 – 3:09
5. On God – 3:04